# Edin Džeko
Edin Džeko (Sarajevo, Bosnia y Herzegovina, 17 de marzo de 1986) es un futbolista bosnio que juega como delantero y su equipo es la ACF Fiorentina de la Serie A de Italia.
También es internacional con la selección de Bosnia y Herzegovina, de la cual es su capitán y el máximo goleador histórico con 68 goles. Ha sido nombrado Futbolista Bosnio del Año en 4 ocasiones, de 2009 a 2012. Fue el primer jugador de la historia en haber alcanzado la cifra de 50 goles en tres de los cinco mejores campeonatos de Primera División del mundo.

## Trayectoria

### Inicios
Inició su carrera en 2003 en el Željezničar bosnio como mediocampista, pero sin éxito, ya que era considerado alto pero con mala técnica, además de no ser un jugador con gran regate. Sin embargo, Jiří Plíšek vio su potencial como atacante, por lo que aconsejó al FK Teplice checo comprarlo, y poco después el Željezničar aceptó una oferta de 25 000 € por Dzeko. Estuvo a préstamo en el Ústí nad Labem en 2005, durante el cual anotó seis goles en 15 partidos. Más tarde, ese mismo año, regresó al FK Teplice, jugando hasta 2007. Con 13 goles en 30 partidos, fue el máximo goleador de la Liga Gambrinus en la temporada 2006-07. Debido a sus actuaciones, el entonces director técnico del VfL Wolfsburgo, Felix Magath, decidió ficharlo por 4 millones de €.

### Wolfsburgo

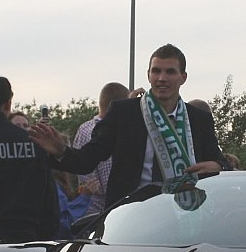
Džeko festejando la obtención de la Bundesliga 2009 con el Wolfsburgo.

Al llegar al Wolfsburgo, Džeko logró un éxito inmediato, marcando cinco goles y registrando tres asistencias en 11 partidos. También fue nombrado por Sportal como el mejor delantero en la Bundesliga de la temporada 2007-08. Durante su primera temporada en Alemania, Wolfsburg terminó en el quinto lugar. Džeko terminó la temporada 2007-08 con ocho goles y siete asistencias en 17 partidos iniciados.
Después de Wolfsburgo, adquirió los servicios del bosnio Zvjezdan Misimović, el rendimiento de Edin fue notable en su segunda temporada. A pesar de una lenta primera mitad de temporada, después fue encontrando su forma y ganó su primer título de la Bundesliga. En mayo de 2009, Džeko anotó un triplete contra el TSG 1899 Hoffenheim y otro triplete ante el Hannover 96 solo dos semanas después, contribuyendo a ganar la Bundesliga por primera vez en la historia del club. Terminó con un total de 26 goles en la liga y 10 asistencias en 32 partidos. Su cuenta goleadora solo fue superada por su compañero Grafite, con quien formó el dúo de ataque más poderoso en la historia de la Bundesliga. En la DFB-Pokal, anotó seis goles en dos partidos, y en la Copa de la UEFA, cuatro goles y dos asistencias en ocho partidos. Estas actuaciones dio lugar a competir por el premio del mejor jugador de la Bundesliga. A pesar de atraer el interés del AC Milan italiano, Džeko decidió quedarse, renovando su contrato hasta junio de 2013.
Anotó su primer gol en la Liga de Campeones de la UEFA, el 30 de septiembre de 2009 contra el Manchester United, en una derrota por 2-1 en Old Trafford. Fue uno de los 30 jugadores nominados para el Balón de Oro del 2009 y el máximo goleador de la Bundesliga en la temporada 2009-10, con 22 dianas, aunque su equipo solo pudo terminar en 8.ª posición. El 28 de agosto de 2010, Dzeko se convirtió en el máximo goleador en la historia del club, con 59 goles en 96 partidos, superando a Diego Klimowicz, quien anotó 57 goles en 149 partidos.

### Manchester City

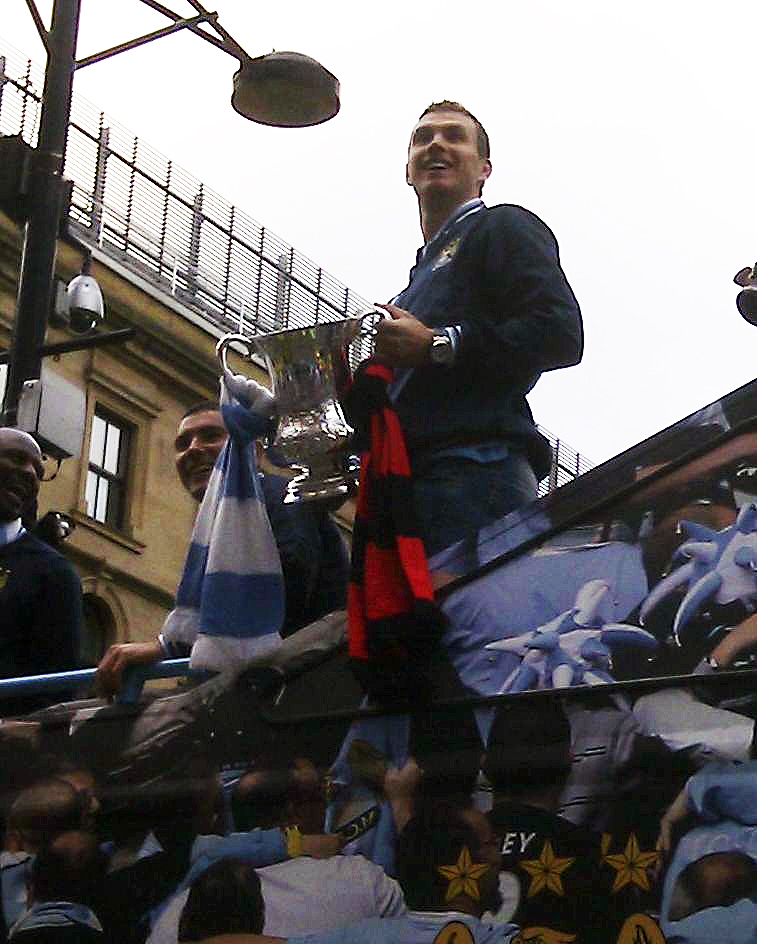
Edin Dzeko celebrando la obtención de la FA Cup 2010-11 con el Manchester City.

En enero de 2011, después de fuertes pujas, Roberto Mancini, entrenador del Manchester City, confirmó que habían llegado a un acuerdo con el Wolfsburgo por Dzeko, por £27 millones (32 millones de €) que fue la segunda cifra de transferencia más alta de los citizens, después de Robinho con 32,5 millones de £ (42,5 millones de €) desde el Real Madrid en 2008. La transferencia de Dzeko fue la más alta en sexto lugar en la Premier League. Además, la suma rompió el récord de traspaso en la Bundesliga, así como la de cualquier jugador de la antigua Yugoslavia. El anterior récord quedó durante más de una década, el traspaso pagado por el Real Madrid al Fenerbahçe por Elvir Baljic, en 1999 (26 millones de €).

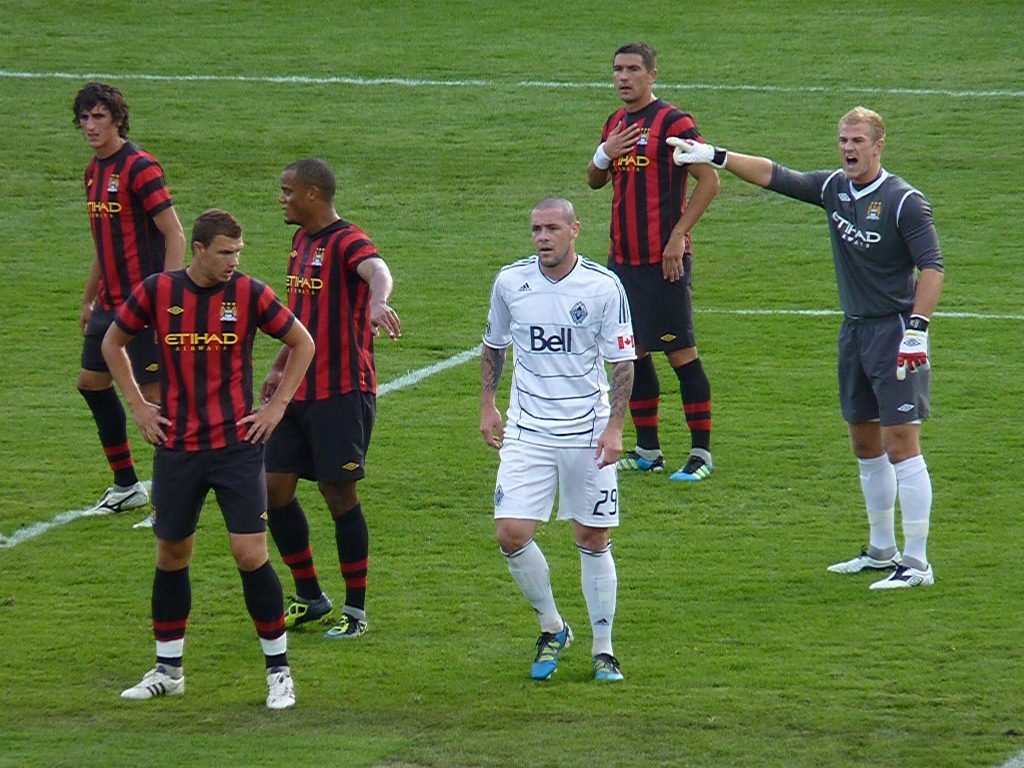
Edin Džeko en el Manchester City con Stefan Savić, Vincent Kompany, Aleksandar Kolarov y Joe Hart.

Después de pasar los exámenes médicos en Londres, viajó a Manchester entre el 5 y 7 de enero, Džeko fue confirmado como jugador del Manchester City, con contrato por cuatro años y medio.
Debutó con los citizens en la victoria por 4-3 sobre el Wolverhampton Wanderers, el 15 de enero en que Yaya Touré asistió para el tercer gol del partido. Džeko marcó en su debut en la FA Cup el 30 de enero de 2011, contra el Notts County, que terminó en un empate 1-1. En la revancha del 20 de febrero, Džeko anotó otra vez, logrando la clasificación del City en una goleada por 5-0. Džeko anotó dos veces contra el Aris Salónica en cuatro minutos y medio en el partido de vuelta de dieciseisavos de final de la Liga Europa, el 24 de febrero de 2011.
El 25 de abril de 2011, Džeko anotó su primer gol de la Premier League contra el Blackburn Rovers en Ewood Park. Este fue el único gol del partido con triunfo por 1-0 del Manchester City. A pesar de su forma en la segunda mitad de la temporada, con tres goles de Dzeko eran lo más importante. El empate ante el Notts County en la FA Cup obligó a una repetición y el City pasó la final, ganando la FA Cup. El gol contra el Blackburn Rovers selló una victoria vital 1-0 que consiguió un cuarto puesto en la liga con el Manchester City. Su último gol fue contra el Bolton Wanderers en la última jornada de la temporada sobre el Arsenal y la clasificación automática a la fase de grupos de la Liga de Campeones de la UEFA.
Džeko comenzó su segunda temporada con el City al anotar el segundo gol del equipo en una derrota 2-3 contra sus rivales del Manchester United en la FA Community Shield. Džeko inició y marcó en el primer partido de los City de la temporada en la Premier League, una victoria de 4-0 sobre los novatos del Swansea City. En su tercer partido de esta temporada, Džeko anotó cuatro goles, completando un "hat-trick perfecto", siendo el último un golpe de zurda desde fuera del área, contra el Tottenham Hotspur. En este partido, Džeko rompió otro récord al convertirse en el primer jugador del Manchester City en marcar cuatro goles en un partido de la Premier League. Su cifra de seis goles en tres partidos se le reconoció como el jugador del mes en agosto.
Desde entonces, ha dado con algunas metas importantes, como un cabezazo contra Wigan Athletic que selló una victoria crucial por 1-0 del City, ampliando la ventaja de su equipo sobre el United a tres puntos. Él también anotó un gol de cabeza contra el Blackburn Rovers, que puso Manchester City 3-0 arriba, y selló el juego. Posteriormente mantuvo estrecho margen ciudad dos puntos de ventaja sobre su rival local Manchester United.
El entrenador Safet Sušić instó a Džeko a dejar el City al final de la temporada, debido a la falta de presencia en el primer equipo, además del interés del Bayern de Múnich y el Juventus. En el último partido de la temporada, Džeko anotó en los 90 minutos antes de que Sergio Agüero anotara en el minuto 93 para vencer a Queens Park Rangers por 3-2 y asegurara el título de la Premier League para el conjunto sky blue, por primera vez en 44 años. Después que su gol ayudó a ganar el campeonato, el agente de Džeko desmintió las noticias de que el delantero dejaría el City, diciendo que todo era especulación de los medios.

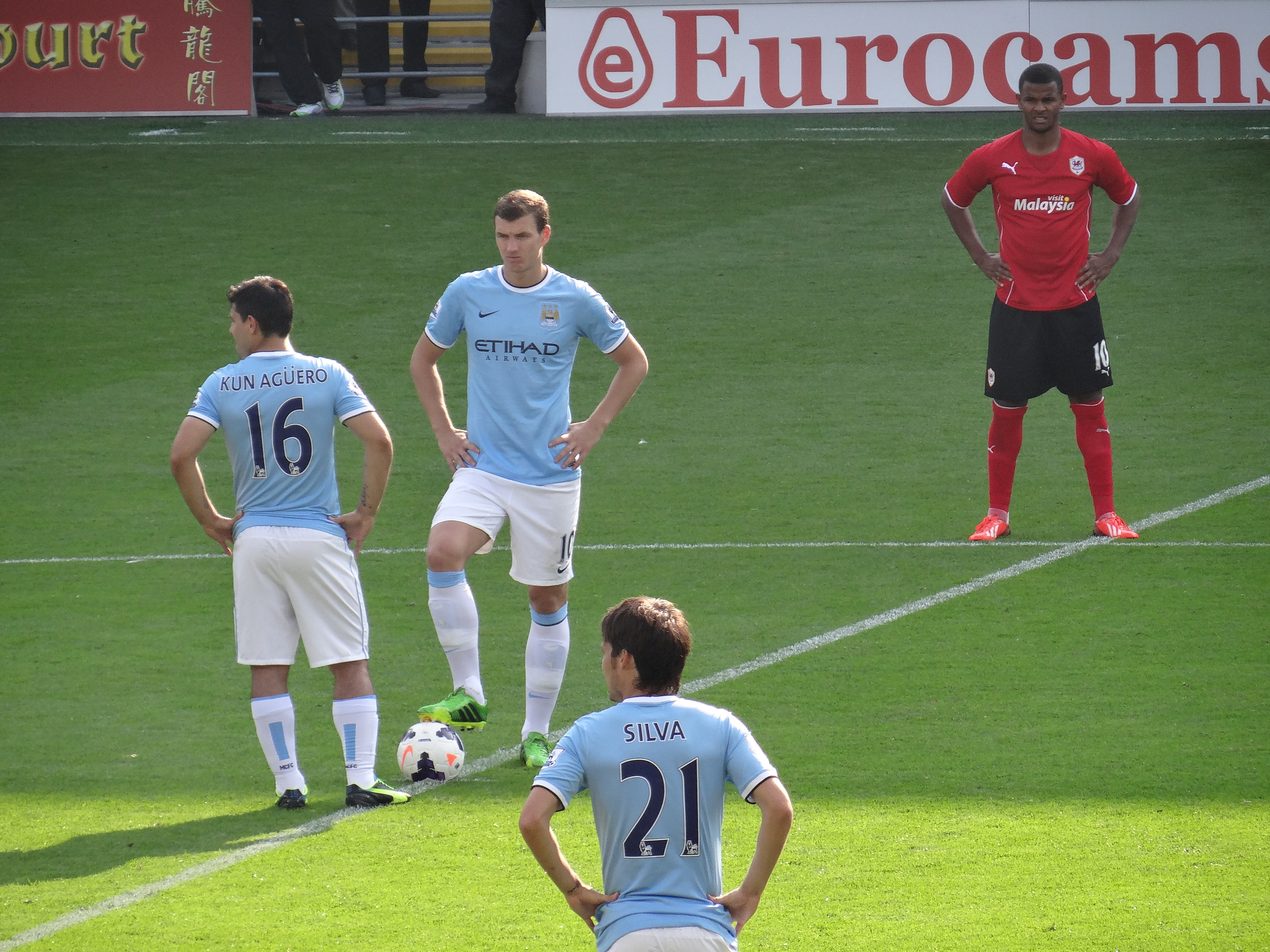
Džeko junto a Sergio Agüero y David Silva durante un partido.

Comenzó la nueva temporada con un gol contra el Southampton en la victoria por 3-2. Él anotó otro gol ante Queens Park Rangers, extendiendo su cuenta a dos goles en los primeros tres partidos. Luego anotó el primer gol del City de la Liga de Campeones de la UEFA 2012-13 contra el Real Madrid en el Estadio Santiago Bernabéu. El 29 de septiembre, anotó un gol a los 87 minutos ante el Fulham, un minuto después de aparecer como suplente. El 20 de octubre, salió desde el banquillo en el minuto 79 para anotar un gol al minuto después, nuevamente marca dos minutos del tiempo reglamentario para sellar una remontada para el City con 10 hombres contra West Bromwich Albion. El 11 de noviembre, Džeko anotó otro gol en la victoria tardía como un sustituto con una volea de pierna izquierda en el minuto 88 contra el Tottenham Hotspur. El 29 de diciembre de 2012, Džeko anotó dos goles ante el Norwich City en la victoria por 4-3.
El 11 de mayo de 2014, el Manchester City se proclamó campeón de la Premier League 2013-14, por lo que Džeko ganó su segundo título de dicha competición.

### A. S. Roma
El 12 de agosto de 2015 se hizo oficial su desembarco en la A. S. Roma de la Serie A de Italia mediante un préstamo con opción de compra al final de la temporada. El 22 de agosto debutó frente al Hellas Verona en el empate a un gol por la Serie A. Marcó su primer gol el 30 de agosto en la Serie A contra la Juventus en un partido que finalizó 2-1 a favor de la Roma. Volvió a marcar hasta el 4 de noviembre por la Liga de Campeones de la UEFA en la victoria 3 a 2 sobre el Bayer 04 Leverkusen. Su primer doblete lo marcó el 21 de febrero, en la goleada por 5 a 0 sobre el Palermo.
Sin embargo, este comienzo ilusionante acabó siendo un espejismo, ya que Džeko, pese a ser el teórico delantero centro titular del equipo, solo marcó 10 goles en toda la temporada (39 partidos), arrojando una pobre media de 0,25 tantos por encuentro.
Su primer gol en la temporada 2016-17 fue el 20 de agosto en la victoria 4 por 0 sobre el Udinese Calcio. El 21 de septiembre marcó su primer doblete de la temporada en el 4-0 contra el Crotone, volvió a marcar dos goles el 15 de octubre en la gran victoria 3 a 1 como visitantes sobre el SSC Napoli. El 3 de noviembre marcó su primer doblete en la Liga Europa de la UEFA 2016-17 en el 2-4 en su visita al Austria de Viena, y la siguiente fecha del torneo internacional marcó su primer hat-trick en el club en el triunfo 4-1 sobre el Viktoria Plzeň. Tres días después le dio la victoria a su club marcando dos goles en el 3-2 contra el Pescara.
No volvió a marcar un doblete hasta el 7 de febrero de 2017, en la goleada 4 a 0 sobre la Fiorentina. El 16 de febrero marcó de nuevo un triplete en la histórica goleada 4 a 0 como visitantes en España al Villarreal CF, saliendo como la figura del partido en la Liga Europa de la UEFA.
Finalmente, acabó la temporada siendo el capocannoniere de la Serie A, mientras que su equipo obtuvo el subcampeonato.
En la temporada 2017-18 la Roma fue uno de los equipos revelación de la Liga de Campeones, pues llegó hasta semifinales, donde fue eliminado por el Liverpool. El delantero bosnio marcó 8 goles en 12 partidos en esta competición, de los cuales 3 fueron en la fase de grupos y los otros 5 en los partidos de eliminatorias. En la Serie A, Džeko marcó 16 goles en 36 partidos, y su equipo tuvo que conformarse con la 3.ª posición, 18 puntos por detrás del campeón.
El 16 de agosto de 2019 renovó su contrato con la Roma hasta 2022.

### Inter de Milán
Un año antes de que su contrato con la Roma expirara, se marchó al Inter de Milán, con el que firmó por dos temporadas. Debutó siete días después en el partido en casa contra el Genoa C. F. C., en el que alcanzó el hito de 200 apariciones en la Serie A y también marcó su primer gol con el club milanés.
Dejó el club después de dos temporadas, durante las cuales ganó cuatro trofeos, dos Copas y dos Supercopas de Italia, disputó 101 partidos y marcó 31 goles.

### Fenerbahçe S. K. y ACF Fiorentina
En junio de 2023, al terminar su contrato con el club nerazzurro, se incorporó al Fenerbahçe S. K. firmando un contrato de dos años efectivo a partir del 1 de julio. Recibiría 4,2 millones de euros al año en ambas temporadas. El 26 de julio, en la segunda ronda de clasificación de la Liga Europa Conferencia de la UEFA, anotó un gol y brindó dos asistencias en una victoria en casa por 5-0 contra el Zimbru Chișinău. El 29 de octubre marcó un triplete en la Superliga en la victoria a domicilio por 0-5 contra el Pendikspor.
Con 21 goles, fue segundo en la tabla de goleadores de la Superliga, solo por detrás de Mauro Icardi. En total, entre todas las competiciones, marcó 25 goles y dio 10 asistencias esa temporada.
El 23 de julio de 2024 hizo su debut en la temporada contra el F. C. Lugano en un partido fuera de casa de la segunda ronda de clasificación de la Liga de Campeones de la UEFA, anotando un triplete en la victoria por 4-3 del Fenerbahçe. Dejó el Fenerbahce al final de la campaña, donde acumuló 21 goles y ocho asistencias en 53 apariciones.
El 10 de julio de 2025 se unió a la ACF Fiorentina con un contrato de un año ampliable a otro si se cumplían determinadas condiciones.

## Selección nacional
Luego de ser incluido en la lista preliminar de 24 jugadores en mayo de 2014, Džeko fue confirmado el 2 de junio en la lista final de 23 que representó a Bosnia y Herzegovina en la Copa Mundial de Fútbol de 2014.

### Participaciones en Copas del Mundo
| Mundial           | Sede   | Resultado      | Partidos | Goles |
| ----------------- | ------ | -------------- | -------- | ----- |
| Copa Mundial 2014 | Brasil | Fase de grupos | 3        | 1     |

## Estadísticas

### Clubes
Actualizado al último partido disputado el 26 de mayo de 2025.
| Club                                            | Div.          | Temporada     | Liga  | Liga  | Liga   | Copas nacionales | Copas nacionales | Copas nacionales | Copas internacionales | Copas internacionales | Copas internacionales | Total | Total | Total  | Media goleadora |
| Club                                            | Div.          | Temporada     | Part. | Goles | Asist. | Part.            | Goles            | Asist.           | Part.                 | Goles                 | Asist.                | Part. | Goles | Asist. | Media goleadora |
| ----------------------------------------------- | ------------- | ------------- | ----- | ----- | ------ | ---------------- | ---------------- | ---------------- | --------------------- | --------------------- | --------------------- | ----- | ----- | ------ | --------------- |
| F. K. Željezničar Sarajevo Bosnia y Herzegovina | 1.ª           | 2003-04       | 20    | 4     | 2      | —                | —                | —                | 1                     | 0                     | 0                     | 21    | 4     | 2      | 0.19            |
| F. K. Željezničar Sarajevo Bosnia y Herzegovina | 1.ª           | 2004-05       | 20    | 1     | 3      | —                | —                | —                | —                     | —                     | —                     | 20    | 1     | 3      | 0.05            |
| F. K. Željezničar Sarajevo Bosnia y Herzegovina | Total club    | Total club    | 40    | 5     | 5      | 0                | 0                | 0                | 1                     | 0                     | 0                     | 41    | 5     | 5      | 0.12            |
| F. K. Ústí nad Labem · República Checa          | 2.ª           | 2005-06       | 15    | 6     | 2      | —                | —                | —                | —                     | —                     | —                     | 15    | 6     | 2      | 0.4             |
| F. K. Ústí nad Labem · República Checa          | Total club    | Total club    | 15    | 6     | 2      | 0                | 0                | 0                | 0                     | 0                     | 0                     | 15    | 6     | 2      | 0.4             |
| F. K. Teplice · República Checa                 | 1.ª           | 2005-06       | 13    | 3     | 1      | —                | —                | —                | —                     | —                     | —                     | 13    | 3     | 1      | 0.23            |
| F. K. Teplice · República Checa                 | 1.ª           | 2006-07       | 30    | 13    | 7      | —                | —                | —                | 2                     | 0                     | 0                     | 32    | 13    | 7      | 0.41            |
| F. K. Teplice · República Checa                 | Total club    | Total club    | 43    | 16    | 8      | 0                | 0                | 0                | 2                     | 0                     | 0                     | 45    | 16    | 8      | 0.36            |
| VfL Wolfsburgo · Alemania                       | 1.ª           | 2007-08       | 28    | 8     | 6      | 5                | 1                | 0                | —                     | —                     | —                     | 33    | 9     | 6      | 0.27            |
| VfL Wolfsburgo · Alemania                       | 1.ª           | 2008-09       | 32    | 26    | 10     | 2                | 6                | 0                | 8                     | 4                     | 1                     | 42    | 36    | 11     | 0.86            |
| VfL Wolfsburgo · Alemania                       | 1.ª           | 2009-10       | 34    | 23    | 8      | 2                | 2                | 2                | 12                    | 5                     | 2                     | 48    | 30    | 12     | 0.63            |
| VfL Wolfsburgo · Alemania                       | 1.ª           | 2010-11       | 17    | 9     | 1      | 2                | 1                | 2                | —                     | —                     | —                     | 19    | 10    | 3      | 0.53            |
| VfL Wolfsburgo · Alemania                       | Total club    | Total club    | 111   | 66    | 25     | 11               | 10               | 4                | 20                    | 9                     | 3                     | 142   | 85    | 32     | 0.6             |
| Manchester City F. C. Inglaterra                | 1.ª           | 2010-11       | 15    | 2     | 2      | 2                | 2                | 1                | 4                     | 2                     | 0                     | 21    | 6     | 3      | 0.29            |
| Manchester City F. C. Inglaterra                | 1.ª           | 2011-12       | 30    | 14    | 3      | 5                | 4                | 1                | 8                     | 1                     | 3                     | 43    | 19    | 7      | 0.44            |
| Manchester City F. C. Inglaterra                | 1.ª           | 2012-13       | 32    | 14    | 3      | 7                | 0                | 1                | 6                     | 1                     | 0                     | 45    | 15    | 4      | 0.33            |
| Manchester City F. C. Inglaterra                | 1.ª           | 2013-14       | 31    | 16    | 1      | 10               | 8                | 6                | 7                     | 2                     | 1                     | 48    | 26    | 8      | 0.54            |
| Manchester City F. C. Inglaterra                | 1.ª           | 2014-15       | 22    | 4     | 2      | 4                | 2                | 0                | 6                     | 0                     | 1                     | 32    | 6     | 3      | 0.19            |
| Manchester City F. C. Inglaterra                | Total club    | Total club    | 130   | 50    | 11     | 28               | 16               | 9                | 31                    | 6                     | 5                     | 189   | 72    | 25     | 0.38            |
| A. S. Roma · Italia                             | 1.ª           | 2015-16       | 31    | 8     | 6      | 1                | 0                | 0                | 7                     | 2                     | 1                     | 39    | 10    | 7      | 0.26            |
| A. S. Roma · Italia                             | 1.ª           | 2016-17       | 37    | 29    | 9      | 4                | 2                | 1                | 10                    | 8                     | 0                     | 51    | 39    | 10     | 0.76            |
| A. S. Roma · Italia                             | 1.ª           | 2017-18       | 36    | 16    | 4      | 1                | 0                | 0                | 12                    | 8                     | 2                     | 49    | 24    | 6      | 0.49            |
| A. S. Roma · Italia                             | 1.ª           | 2018-19       | 33    | 9     | 6      | 1                | 0                | 0                | 6                     | 5                     | 3                     | 40    | 14    | 9      | 0.35            |
| A. S. Roma · Italia                             | 1.ª           | 2019-20       | 35    | 16    | 4      | 0                | 0                | 0                | 8                     | 3                     | 0                     | 43    | 19    | 4      | 0.44            |
| A. S. Roma · Italia                             | 1.ª           | 2020-21       | 27    | 7     | 3      | 1                | 0                | 0                | 10                    | 6                     | 1                     | 38    | 13    | 4      | 0.34            |
| A. S. Roma · Italia                             | Total club    | Total club    | 199   | 85    | 32     | 8                | 2                | 1                | 53                    | 32                    | 7                     | 260   | 119   | 40     | 0.46            |
| Inter de Milán · Italia                         | 1.ª           | 2021-22       | 36    | 13    | 6      | 6                | 1                | 1                | 7                     | 3                     | 1                     | 49    | 17    | 8      | 0.35            |
| Inter de Milán · Italia                         | 1.ª           | 2022-23       | 33    | 9     | 3      | 6                | 1                | 0                | 13                    | 4                     | 1                     | 52    | 14    | 4      | 0.27            |
| Inter de Milán · Italia                         | Total club    | Total club    | 69    | 22    | 9      | 12               | 2                | 1                | 20                    | 7                     | 2                     | 101   | 31    | 12     | 0.31            |
| Fenerbahçe S. K. Turquía                        | 1.ª           | 2023-24       | 36    | 21    | 3      | 0                | 0                | 0                | 10                    | 4                     | 4                     | 46    | 25    | 7      | 0.54            |
| Fenerbahçe S. K. Turquía                        | 1.ª           | 2024-25       | 35    | 14    | 4      | 2                | 0                | 0                | 16                    | 7                     | 3                     | 53    | 21    | 7      | 0.4             |
| Fenerbahçe S. K. Turquía                        | Total club    | Total club    | 71    | 35    | 7      | 2                | 0                | 0                | 26                    | 11                    | 7                     | 99    | 46    | 14     | 0.46            |
| ACF Fiorentina · Italia                         | 1.ª           | 2025-26       | 0     | 0     | 0      | 0                | 0                | 0                | 0                     | 0                     | 0                     | 0     | 0     | 0      | 0               |
| ACF Fiorentina · Italia                         | Total club    | Total club    | 0     | 0     | 0      | 0                | 0                | 0                | 0                     | 0                     | 0                     | 0     | 0     | 0      | 0               |
| Total carrera                                   | Total carrera | Total carrera | 678   | 285   | 99     | 61               | 30               | 15               | 153                   | 65                    | 24                    | 892   | 380   | 138    | 0.43            |
| 1. 2. 3.                                        |               |               |       |       |        |                  |                  |                  |                       |                       |                       |       |       |        |                 |

### Selecciones
| Selección | Temporada     | Amistosos | Amistosos | Amistosos | Europa(1) | Europa(1) | Europa(1) | Mundial | Mundial | Mundial | Total | Total | Total  | Media goleadora |
| Selección | Temporada     | Part.     | Goles     | Asist.    | Part.     | Goles     | Asist.    | Part.   | Goles   | Asist.  | Part. | Goles | Asist. | Media goleadora |
| --- | ------------- | --------- | --------- | --------- | --------- | --------- | --------- | ------- | ------- | ------- | ----- | ----- | ------ | --------------- |
| Sub-19 Bosnia y Herzegovina | 2003          | —         | —         | —         | 3         | 0         | 1         | —       | —       | —       | 3     | 0     | 1      | 0               |
| Sub-19 Bosnia y Herzegovina | 2004          | —         | —         | —         | 2         | 0         | 0         | —       | —       | —       | 2     | 0     | 0      | 0               |
| Sub-19 Bosnia y Herzegovina | Total         | 0         | 0         | 0         | 5         | 0         | 1         | 0       | 0       | 0       | 5     | 0     | 1      | 0               |
| Sub-21 Bosnia y Herzegovina | 2006          | —         | —         | —         | 4         | 1         | 0         | —       | —       | —       | 4     | 1     | 0      | 0.25            |
| Sub-21 Bosnia y Herzegovina | Total         | 0         | 0         | 0         | 4         | 1         | 0         | 0       | 0       | 0       | 4     | 1     | 0      | 0.25            |
| Absoluta Bosnia y Herzegovina | 2007          | 1         | 0         | 0         | 6         | 1         | 1         | —       | —       | —       | 7     | 1     | 1      | 0.14            |
| Absoluta Bosnia y Herzegovina | 2008          | 2         | 1         | 1         | 4         | 4         | 1         | —       | —       | —       | 6     | 5     | 2      | 0.83            |
| Absoluta Bosnia y Herzegovina | 2009          | 2         | 3         | 0         | 8         | 5         | 2         | —       | —       | —       | 10    | 8     | 2      | 0.8             |
| Absoluta Bosnia y Herzegovina | 2010          | 5         | 2         | 1         | 3         | 1         | 0         | —       | —       | —       | 8     | 3     | 1      | 0.38            |
| Absoluta Bosnia y Herzegovina | 2011          | 1         | 0         | 0         | 9         | 3         | 1         | —       | —       | —       | 10    | 3     | 1      | 0.3             |
| Absoluta Bosnia y Herzegovina | 2012          | 5         | 1         | 1         | 4         | 5         | 3         | —       | —       | —       | 9     | 6     | 4      | 0.67            |
| Absoluta Bosnia y Herzegovina | 2013          | 3         | 2         | 1         | 6         | 5         | 2         | —       | —       | —       | 9     | 7     | 3      | 0.78            |
| Absoluta Bosnia y Herzegovina | 2014          | 4         | 3         | 0         | 3         | 1         | 0         | 3       | 1       | 0       | 10    | 5     | 0      | 0.5             |
| Absoluta Bosnia y Herzegovina | 2015          | 1         | 0         | 0         | 6         | 7         | 0         | —       | —       | —       | 7     | 7     | 0      | 1               |
| Absoluta Bosnia y Herzegovina | 2016          | 3         | 1         | 0         | 4         | 3         | 0         | —       | —       | —       | 7     | 4     | 0      | 0.57            |
| Absoluta Bosnia y Herzegovina | 2017          | 1         | 1         | 0         | 5         | 2         | 1         | —       | —       | —       | 6     | 3     | 1      | 0.5             |
| Absoluta Bosnia y Herzegovina | 2018          | 6         | 0         | 0         | 4         | 3         | 1         | —       | —       | —       | 10    | 3     | 1      | 0.3             |
| Absoluta Bosnia y Herzegovina | 2019          | 0         | 0         | 0         | 8         | 3         | 0         | —       | —       | —       | 8     | 3     | 0      | 0.38            |
| Absoluta Bosnia y Herzegovina | 2021          | 0         | 0         | 0         | 0         | 0         | 0         | 6       | 1       | 0       | 6     | 1     | 0      | 0.17            |
| Absoluta Bosnia y Herzegovina | Total         | 34        | 14        | 4         | 70        | 43        | 12        | 9       | 2       | 0       | 113   | 59    | 16     | 0.52            |
| Total carrera | Total carrera | 34        | 14        | 4         | 79        | 44        | 13        | 9       | 2       | 0       | 122   | 60    | 17     | 0.49            |
| (1) Incluye los partidos de la Eurocopa Sub-19 (2003-04); Eurocopa Sub-21 (2006); Eurocopa / Clasificatorias Europeas / Liga de Naciones de la UEFA (2007-Act.). |               |           |           |           |           |           |           |         |         |         |       |       |        |                 |

### Hat-tricks
| 1 | 24 de septiembre de 2008 | Weserstadion Platz 11, Bremen | FC Oberneuland - VfL Wolfsburgo           |  | 0 - 7 | Copa de Alemania 2008-09             |
| 2 | 2 de mayo de 2009        | Volkswagen-Arena, Wolfsburgo  | VfL Wolfsburgo - Hoffenheim               |  | 4 - 0 | 1. Bundesliga 2008-09                |
| 3 | 16 de mayo de 2009       | HDI-Arena, Hannover           | Hannover 96 - VfL Wolfsburgo              |  | 0 - 5 | 1. Bundesliga 2008-09                |
| 4 | 28 de agosto de 2011     | White Hart Lane, Tottenham    | Tottenham Hotspur FC - Manchester City FC |  | 1 - 5 | Premier League 2011-12               |
| 5 | 7 de septiembre de 2014  | Rheinpark Stadion, Vaduz      | Liechtenstein - Bosnia y Herzegovina      |  | 1 - 8 | Clasificatorias UEFA 2014            |
| 6 | 28 de agosto de 2015     | Comunal, Andorra la Vieja     | Andorra - Bosnia y Herzegovina            |  | 0 - 3 | Clasificatorias Eurocopa 2016        |
| 7 | 24 de noviembre de 2016  | Olímpico de Roma, Roma        | AS Roma - Viktoria Plzeň                  |  | 4 - 1 | Liga Europa de la UEFA 2016-17       |
| 8 | 16 de febrero de 2017    | Cerámica, Villarreal          | Villarreal CF - AS Roma                   |  | 0 - 4 | Liga Europa de la UEFA 2016-17       |
| 9 | 2 de octubre de 2018     | Olímpico de Roma, Roma        | AS Roma - Viktoria Plzeň                  |  | 5 - 0 | Liga de Campeones de la UEFA 2018-19 |

### Resumen estadístico
| Competición           | Partidos | Goles | Promedio | Asistencias | Promedio | Goles y asistencias | Promedio |
| --------------------- | -------- | ----- | -------- | ----------- | -------- | ------------------- | -------- |
| Primera División      | 548      | 238   | 0,43     | 87          | 0,15     | 325                 | 0,59     |
| Segunda División      | 15       | 6     | 0,40     | 2           | 0,13     | 8                   | 0,53     |
| Copas nacionales      | 50       | 29    | 0,58     | 16          | 0,32     | 45                  | 0,90     |
| Copas internacionales | 114      | 50    | 0,43     | 17          | 0,14     | 67                  | 0,58     |
| Selección absoluta    | 129      | 64    | 0,50     | 16          | 0,14     | 80                  | 0,63     |
| Selección sub-21      | 4        | 1     | 0,25     | 0           | 0,00     | 1                   | 0,25     |
| Selección sub-19      | 5        | 0     | 0,00     | 1           | 0,20     | 1                   | 0,20     |
| Total                 | 865      | 388   | 0,45     | 139         | 0,16     | 527                 | 0,61     |

## Palmarés

### Títulos nacionales
| Título              | Equipo                | País       | Año  |
| ------------------- | --------------------- | ---------- | ---- |
| Bundesliga          | VfL Wolfsburgo        | Alemania   | 2009 |
| FA Cup              | Manchester City F. C. | Inglaterra | 2011 |
| Premier League      | Manchester City F. C. | Inglaterra | 2012 |
| Community Shield    | Manchester City F. C. | Inglaterra | 2012 |
| Copa de la Liga     | Manchester City F. C. | Inglaterra | 2014 |
| Premier League      | Manchester City F. C. | Inglaterra | 2014 |
| Supercopa de Italia | Inter de Milán        | Italia     | 2021 |
| Copa Italia         | Inter de Milán        | Italia     | 2022 |
| Supercopa de Italia | Inter de Milán        | Italia     | 2022 |
| Copa Italia         | Inter de Milán        | Italia     | 2023 |

### Distinciones individuales
| Distinción                                         | Año  |
| -------------------------------------------------- | ---- |
| Máximo goleador de la Copa de Alemania (6 goles)   | 2009 |
| Máximo goleador de la Bundesliga (22 goles)        | 2010 |
| Máximo goleador de la Capital One Cup (6 goles)    | 2014 |
| Máximo goleador de la UEFA Europa League (8 goles) | 2017 |
| Máximo goleador de la Serie A (29 goles)           | 2017 |

## Vida personal
Džeko practica la religión musulmana.
Es primo hermano del también futbolista Emir Spahić.